# Hans Stacey

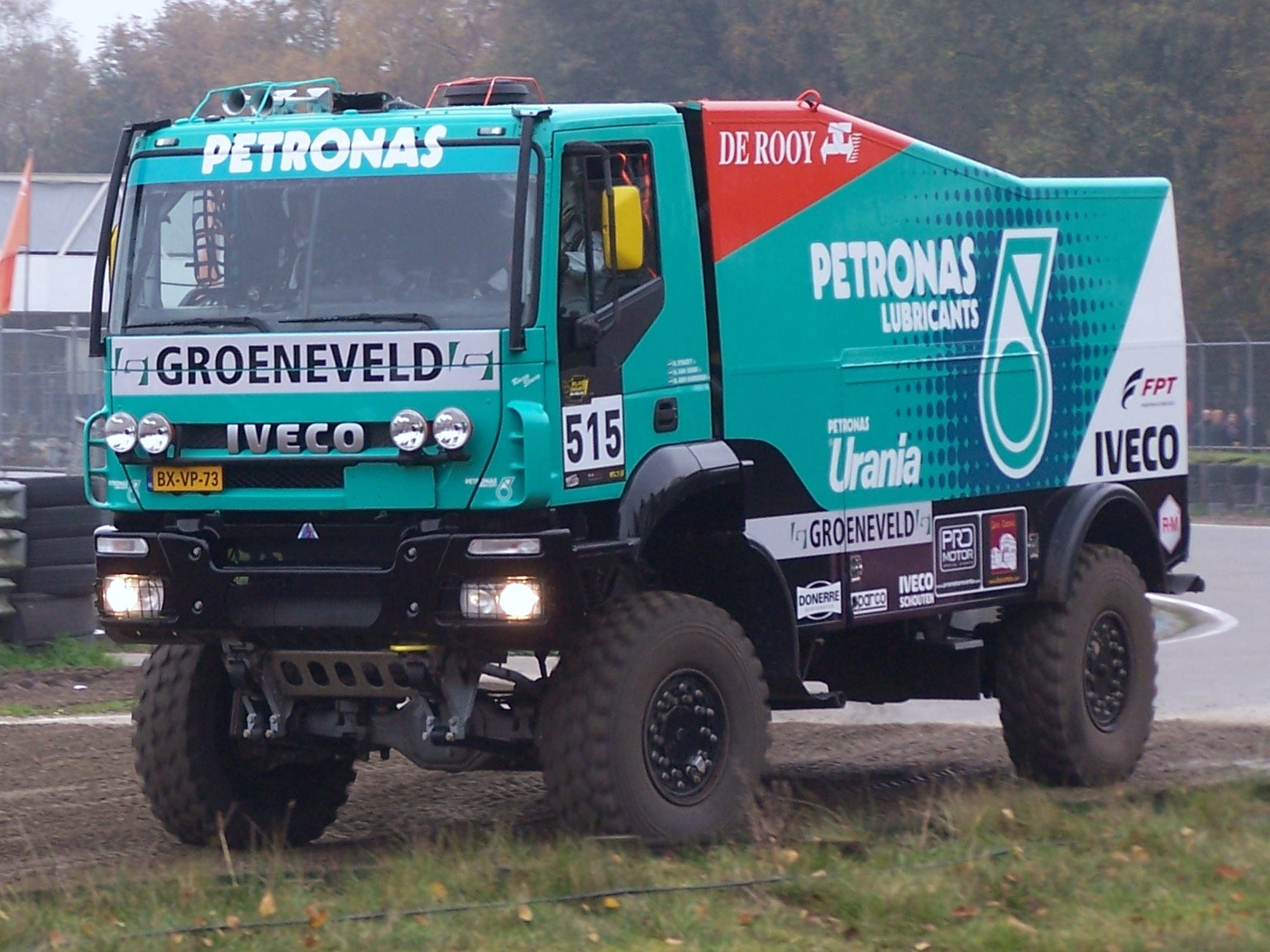
Iveco Trakker EVO II 4x4 de Hans Stacey, Dakar 2012 (Team DeRooy).

Hans Stacey (9 de marzo de 1958, Eindhoven, Brabante Septentrional) es un piloto de rallies neerlandés especialista en camiones, campeón en una ocasión del Rally Dakar.

## Carrera deportiva
Participó durante varios años en campeonatos nacionales, donde obtuvo varias victorias, llegando a ser campeón de su país en 1991 y 1992, pilotando un Mitsubishi Galant VR 4. También logró victorias conduciendo un Subaru Impreza en 1997 y 2001.
Compitió en el Rally Dakar desde 2004 en la categoría de camiones, inicialmente como copiloto de Jan de Rooy y desde 2006 como piloto del equipo Exact-MAN. Tras finalizar 2º en 2006, Stacey se impuso en su primer Dakar en 2007, ganando cinco etapas y con más de tres horas de ventaja sobre el segundo clasificado, Ilgizar Mardeyev. 
En la edición de Rally Dakar de 2025 regresó a la competición tras 8 años de ausencia, en la categoría clásicos a bordo de un Audi Quattro Rally S1, logrando la posición número 57.

## Resultados

### Rally Dakar
| Año     | Categoría | Modelo | Posición | Etapas |
| ------- | --------- | ------ | -------- | ------ |
| 2004    | Camiones  | DAF    | 9.º      | 1      |
| 2005    | Camiones  | MAN    | Ret.     | -      |
| 2006    | Camiones  | MAN    | 2.º      | 5      |
| 2007    | Camiones  | MAN    | 1.º      | 5      |
| 2009    | Camiones  | MAN    | Ret.     | -      |
| 2012    | Camiones  | Iveco  | 2.º      | -      |
| 2013    | Camiones  | Iveco  | Ret.     | 1      |
| 2014    | Camiones  | Iveco  | 7.º      | -      |
| 2015    | Camiones  | Iveco  | 6.º      | 4      |
| 2016    | Camiones  | MAN    | 4.º      | 2      |
| 2017    | Camiones  | MAN    | 9.º      | -      |
| 2025    | Clásicos  | Audi   | 57.º     | -      |
| Fuente: |           |        |          |        |